# 마이크 컴리
마이클 윌리엄 "마이크" 컴리(영어: Michael William "Mike" Comrie, 1980년 9월 11일 ~ )는 캐나다의 은퇴한 아이스 하키 선수이다.

## 생애
앨버타주 에드먼턴에서 태어나 자랐다.

## 개인사
2010년 2월 미국의 배우 겸 가수 힐러리 더프와 결혼하였고, 2012년 3월 20일 둘 사이에서 아들 루카 크루즈 컴리가 태어났다. 두 사람은 2016년 2월에 이혼하였다.